# Adrastus montenegroensis
Adrastus montenegroensis là một loài bọ cánh cứng trong họ Elateridae. Loài này được Laibner miêu tả khoa học năm 1987.